# Beumer & Co.
Beumer & Co. is een tweedelig hoorspel naar het gelijknamige boek (1937) van J.K. van Eerbeek. In een bewerking van Rob Geraerds zond de NCRV het uit op maandag 19 en 26 juni 1967. De regisseur was Wim Paauw.

## Delen
- Deel 1: Ploeterend neerzien (duur: 39 minuten)
- Deel 2: Biddend opzien (duur: 39 minuten)

## Rolbezetting
- Wim Kouwenhoven (Albert Beumer)
- Corry van der Linden (Willy, zijn vrouw)
- Eva Janssen (zijn schoonmoeder)
- Huib Orizand (zijn schoonvader)
- Jan Borkus (Gabe Veenstra, zijn compagnon)
- Paul Deen (Rünckel & meester)
- Jan Wegter (Gerrit)
- Dogi Rugani (mevrouw Beernink)
- Han König (majoor van politie)
- Tine Medema (een hoofdzuster & de vrouw van Dirk Holsappel)
- Willy Ruys (een ambtenaar)
- Nel Snel (een vrouw & een zuster)
- Tonny Foletta (Dirk Holsappel)
- Jan Wegter (Jan Hout, zijn hulpje)
- Wam Heskes (eerste dokter & een koetsier)
- Hans Karsenbarg (tweede dokter)
- Rob Geraerds (een wachtmeester)
- Hans Veerman (een predikant)

## Inhoud
Appie Beumer doet samen met zijn compagnon Gabe Veenstra in verhuizingen. Zo’n beroep levert weer allerlei karweitjes op, als kleden leggen, behangen, witten, leidingen leggen - allemaal zaken waarvoor je bij Appie terechtkan. Een extra cent wordt er verdiend aan het “dragen” als doodbidder. De man komt eigenlijk handen te kort en dat zeker wanneer zijn vrouw, die hem bij het op maat maken van gordijnen en vloerkleden, moet bevallen. Nu moet je zo’n slover niet aan zijn hoofd zaniken. Toch gebeurt dat. Zijn schoonvader vindt dat ieder mens de tijd moet vinden om “biddend op te zien”. Appie stelt tegenover deze piëtistische visie zijn zakelijke kijk op de dingen. Een mens maakt zich nu eenmaal druk als hij de zorg heeft voor een gezin. Als het winnen van klanten afhangt van de kerkgang, goed, dan ga je naar de kerk. Dat is natuurlijk niet gesproken naar de oren van schoonpapa. Die zegt dat Appie daaraan zonde doet. De vraag is nu, hoe Appie een dergelijk conflict zal verwerken. Ondertussen dwingen Beumer en Veenstra een concurrerend transportbedrijfje tot een schamel vergelijk en dat leidt tot ernstige complicaties. Dit is natuurlijk koren op de molen van de brave schoonvader en ditmaal heeft Beumer wel oren naar zijn vermaan. Wel loopt de “waarschuwing” met een sisser af, maar hij probeert toch op zijn manier met God tot een akkoord te komen. Daarbij gedraagt hij zich voor het kerkenzakje even benauwd als een kat voor de hete brij...